# Yarabi
Yarabi – rumuński zespół muzyczny wykonujący muzykę taneczną.
Zespół powstał w 2005 roku. Tworzą go dwaj rumuńscy muzycy: Ionuț "I.C. Tiu" Cristian Tiu i Adrian "Filip" Filipidescu.
W 2006 roku nagrali oni pierwszą płytę pt.  Yarabi  a w roku 2010 drugą pt. El sila .

## Lista utworów

### Lista utworów na płycieYarabi
- 1. Intro
- 2. Yarabi
- 3. I Amar
- 4. Ozoltina
- 5. Otilka
- 6. Mama heya
- 7. Iă-mă cu tine
- 8. Jona Jena (ft. Kamara)
- 9. Oriental dream
- 10. Arată-mi calea
- 11. Yarabi II
- 12. Mama Heya
- 13. Angel Wings
- 14. Outro

### Lista utworów na płycieEl sila
- 1. El Sila (Dj Rynno And Cristian Tiu Remix)
- 2. El Sila (Dj Andi Remix)
- 3. Alone (Extended Version)
- 4. Komoyo (L.C.Tiu Remix)
- 5. El Sila (Original Version)
- 6. Colors
- 7. Enter
- 8. Komoyo (Original Version)
- 9. Confusing
- 10. We Were Young
- 11. Ecstasy
- 12. Alone (Radio Version)
- 13. Fallen Angels
- 14. Margherita (Funny Song)